# Чужая ненависть
«Чужая ненависть» (англ. The Hate U Give) — американский драматический фильм режиссёра Джорджа Тиллмана — младшего. Он основан на одноимённом романе Энджи Томас.
Мировая премьера 7 сентября 2018 года на Международном кинофестивале в Торонто. Премьера фильма в кинотеатрах США состоялась 5 октября 2018 года.

## Сюжет
16-летняя чернокожая ученица средней школы Старр Картер становится свидетелем убийства своего безоружного лучшего друга Халила белым полицейским. Она движется между двумя мирами: бедным черным кварталом, где живет, и пригородной подготовительной школой, которую посещают она и её братья. Баланс этих двух миров рушится, когда она видит, как её друг детства умирает от рук полицейского. Каждый хочет знать, что произошло той ночью, и единственный человек, который может дать ответ о случившемся — Старр. Но проблема в том, что то, что расскажет Старр, может поставить под угрозу её жизнь и её родных. Она решает бороться за то, во что верит, несмотря на последствия.

## В ролях
| Актёр             | Роль                                                                          |
| ----------------- | ----------------------------------------------------------------------------- |
| Амандла Стенберг  | Старр Картер                                                                  |
| Реджина Холл      | Лиза Картер, мать Старр.                                                      |
| Расселл Хорнсби   | Мейверик Картер, отец Старр,Севена и Секани.                                  |
| Ламар Джонсон     | Севен Картер, брат Старр, Секани и Кении.                                     |
| Ти Джей Райт      | Секани Картер, младший брат Старр, Севена.                                    |
| Энтони Маки       | Король, местный торговец наркотиками.                                         |
| Элджи Смит        | Халил, лучший друг детства Старр.                                             |
| Сабрина Карпентер | Хейли, подруга Старр.                                                         |
| Исса Рэй          | Эйприл Офра, активистка, помогающая Старр.                                    |
| Кей Джей Апа      | Крис, друг и парень Старр.                                                    |
| Common            | дядя Старр, сотрудник полиции.                                                |
| Доминик Фишбэк    | Кения, сводная сестра Севена и подруга Старр.                                 |
| Меган Лоулесс     | Майя, подруга Старр.                                                          |
| Тони Вон          | мистер Льюис, владелец магазина.                                              |
| Дрю Старки        | Брайан Макинтош-младший, офицер полиции, убивший Халила и арестовавший Старр. |

## Производство
23 марта 2016 года стало известно, что Амандла Стенберг сыграет роль Старр Картер в экранизации одноимённого романа Энджи Томас, режиссёром которого выступит Джордж Тиллман младший, сценаристом Одри Уэллс, а продюсерами выступят Марти Бауэн и Вик Годфри. 1 августа 2017 года к актёрскому составу присоединились Расселл Хорнсби, который сыграет отца Старр и Севена, и Ламар Джонсон, который сыграет брата Старр. 3 августа Реджина Холл была выбрана на роль Лизы Картер, матери Старр, а 15 августа Элджи Смит был выбран на роль Халила, лучшего друга детства Старр. 22 августа было объявлено, что актёр и певец Common сыграет роль дяди Старр, который работает в полиции.
23 августа к актёрскому составу присоединилась Иса Рэй в роли активистки, которая помогает Старр рассказать всю правду. На следующий день было объявлено, что Сабрина Карпентер была выбрана на роль Хейли, подруги Старр из школы. 12 сентября к фильму присоединились Энтони Маки, который сыграет местного торговца наркотиками, и Киан Лоули, который сыграет парня Старр.
5 февраля 2018 года было объявлено, что Лоули был отстранён от съёмок в фильме из-за всплывшего видео, в котором он использует расово оскорбительные выражения, в результате чего его роль будет переделана, а сцены будут пересняты. 3 апреля 2018 года стало известно, что Кей Джей Апа заменит Лоули в роли Криса.
Основные съёмки начались 12 сентября 2017 года в Атланте, штат Джорджия.

## Критика
Фильм получил признание кинокритиков, которые высоко оценили игру Стенберг. На сайте Rotten Tomatoes фильм имеет рейтинг 97 % на основе 205 рецензий со средним баллом 8,12 из 10. На сайте Metacritic фильм имеет оценку 81 из 100 на основе 44 рецензий критиков, что соответствует статусу «всеобщее признание». На сайте CinemaScore зрители дали фильму оценку A+, по шкале от A+ до F.